# 21357 Davidying
21357 Davidying este un asteroid din centura principală de asteroizi.

## Descriere
21357 Davidying este un asteroid din centura principală de asteroizi. A fost descoperit pe 31 martie 1997 la Socorro, New Mexico, în cadrul proiectului LINEAR. Asteroidul prezintă o orbită caracterizată de o semiaxă mare de 2,88 ua, o excentricitate de 0,01 și o înclinație de 1,1° în raport cu ecliptica.